# Dysmachus safranboluticus
Dysmachus safranboluticus là một loài ruồi trong họ Asilidae. Dysmachus safranboluticus được Hasbenli & Geller-Grimm miêu tả năm 1999. Loài này phân bố ở vùng Cổ Bắc giới và châu Á.